# DEREVO
Das Tanztheater-Ensemble DEREVO, russisch „Der Baum“, wurde von Anton Adassinski 1988 in Leningrad gegründet. Anton Adassinski, der als Frontmann, Choreograf und Gitarrist des in den 80er Jahren namhaften russischen Rocktheaters AVIA bekannt wurde, übernahm die Rolle des künstlerischen Leiters und Hauptdarstellers. Gründungsmitglieder waren neben Anton Adassinski, Tanja Chabarowa, Jelena Jarowaja, Dimitri Tjulpanow, Alexei Merkuschew.
DEREVO hat sich der „Sprache des Körpers, der Emotionen und der Seele“ verschrieben, welches in ihrem sogenannten Manifest fixiert wurde. Im Gegensatz zum klassischen Ballett ist der eigenwillige Ausdruckstanz in ihren Aufführungen geprägt von Clownerie, Pantomime, Improvisation, Anarchie und Chaos. Inspiriert wurde DEREVO auch vom japanischen Butoh. Aufgrund der sich daraus ergebenden dramatischen Kraft werden die Zuschauer vom Spannungsfeld zwischen allgemeiner Anziehung und Abstoßung gefesselt.
Neben der Teilnahme an zahlreichen Festivals arbeitete DEREVO lange in Prag, Amsterdam, Florenz, seit 1997 in Dresden.
DEREVO wurde vielfach ausgezeichnet, unter anderem:
- Preis des II. Internationalen Wandertheaterfestivals in Radebeul (1997)
- Förderpreis der Landeshauptstadt Dresden (2001)
- „Kunstpreis Berlin 2000“ der Akademie der Künste Berlin
- „Goldene Maske“ 2007
- „Tap Water Award“
- „Fringe First“, „Herald Angel“ und „Herald Archangel“, sowie „Total Theatre Award“